# CETME Modelo L
O CETME Modelo L é um fuzil de assalto espanhol de calibre 5,56×45mm NATO, desenvolvido no final da década de 1970 no centro estatal de pesquisa e desenvolvimento de armas leves CETME (Centro de Estudos Técnicos de Materiales Especiales), localizado em Madri. O fuzil mantém muitos dos elementos de projeto comprovados que o instituto havia utilizado anteriormente em seus fuzis de batalha CETME Modelo 58.
A arma foi testada com sucesso entre 1981 e 1982 e aprovada para produção em série em 1984 na fábrica da Empresa Nacional Santa Bárbara (atualmente Santa Bárbara Sistemas, integrada à divisão European Land Combat Systems da General Dynamics). O Modelo L substituiu o CETME Modelo C de 7,62 mm em serviço no Exército Espanhol e os primeiros fuzis foram entregues em 1987, quando já haviam sido feitas encomendas de aproximadamente 60.000 unidades. A partir de 1999, o Modelo L foi amplamente substituído no serviço espanhol por uma variante fabricada sob licença do Heckler & Koch G36E.

## Projeto
O Modelo L é uma arma de fogo seletivo com blowback atrasado por roldana.

## Variantes
Uma variante do Modelo L é a carabina Modelo LC, que possui um cano curto e uma coronha metálica dobrável, tornando-a particularmente adequada para oficiais, forças especiais e policiais de choque. Essas características também permitem um alto grau de movimentação em espaços fechados ou veículos em movimento. No entanto, esta versão da carabina não pode ser usada com baionetas ou granadas de bocal.

## Operadores
- Malawi[4]
- Espanha[5]
- Ucrânia[6]

## Galeria

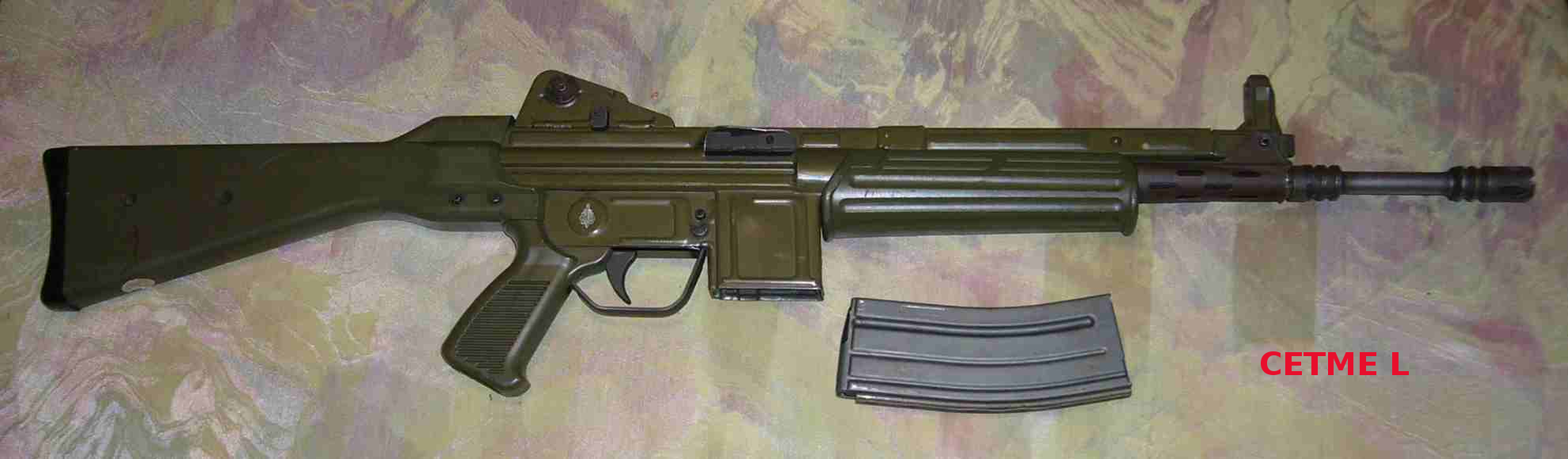
Vista lateral direita do CETME L
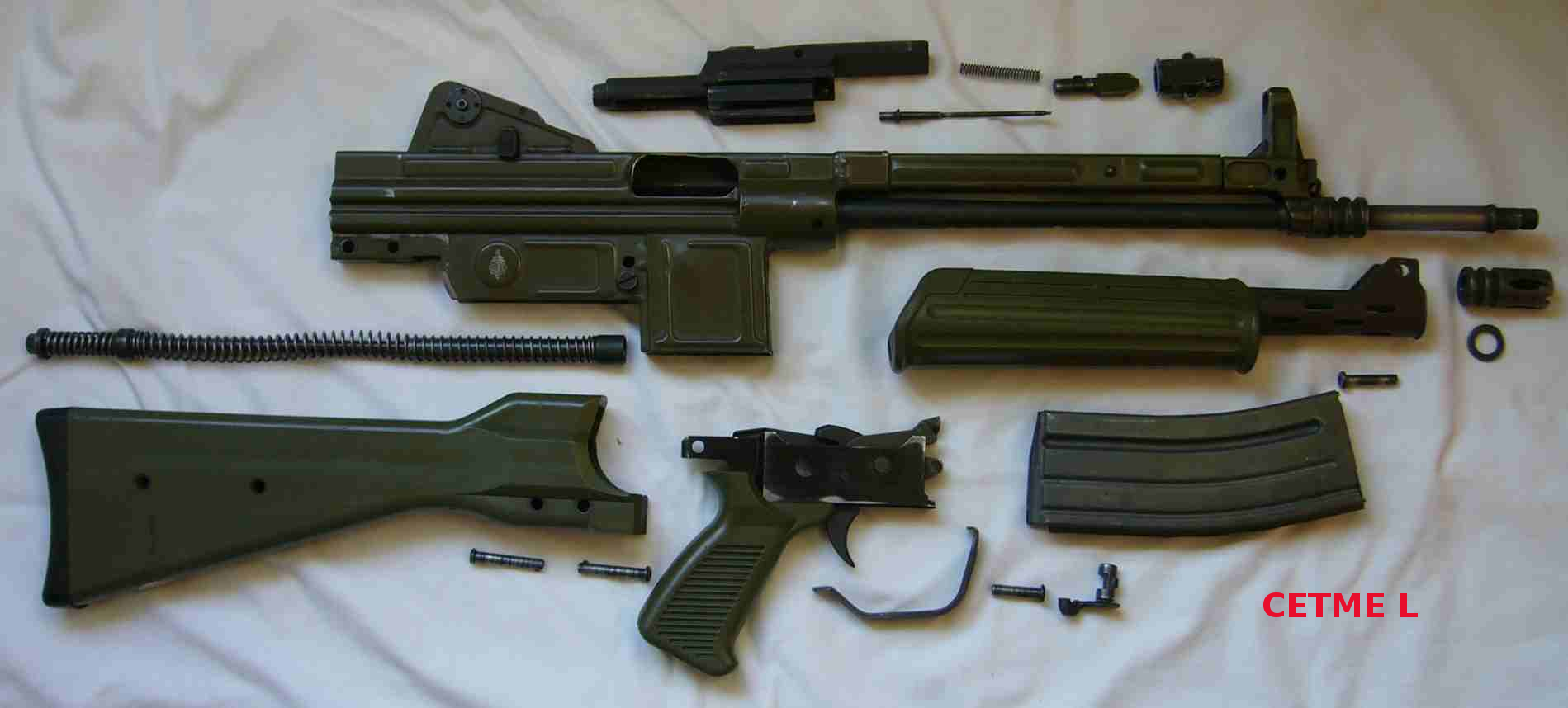
Componentes básicos do CETME L
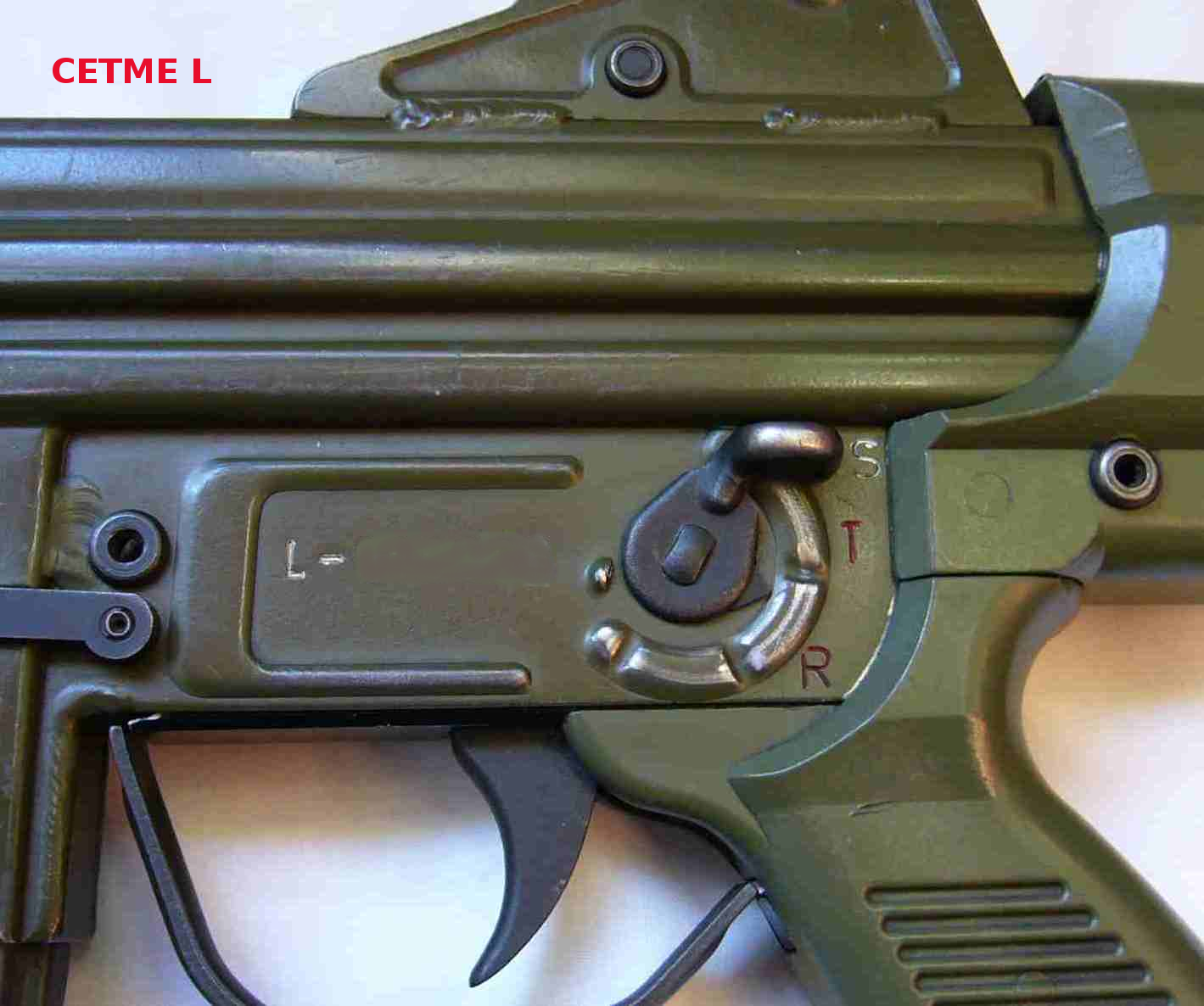
Posições da alavanca seletora
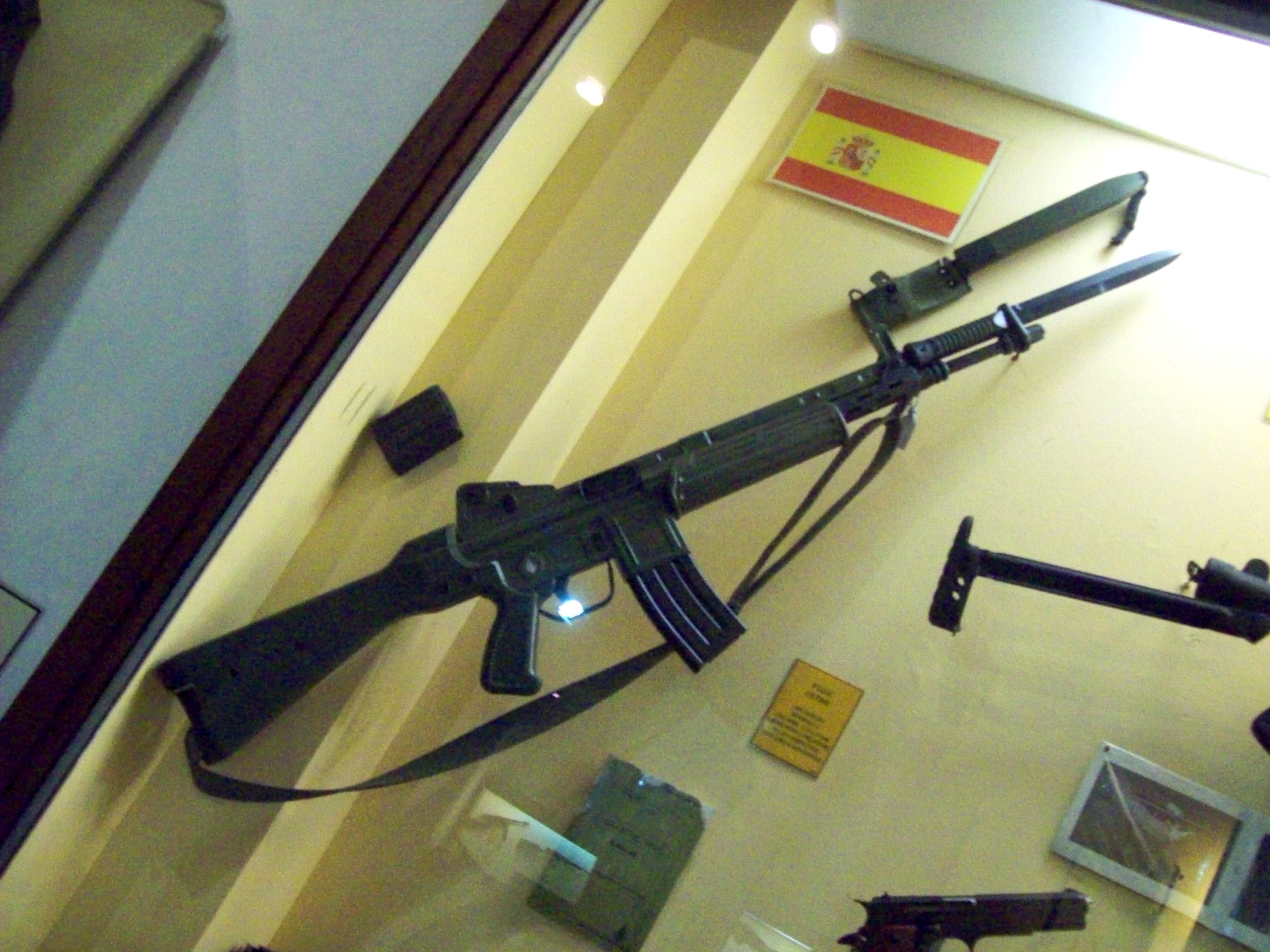
CETME L com baioneta
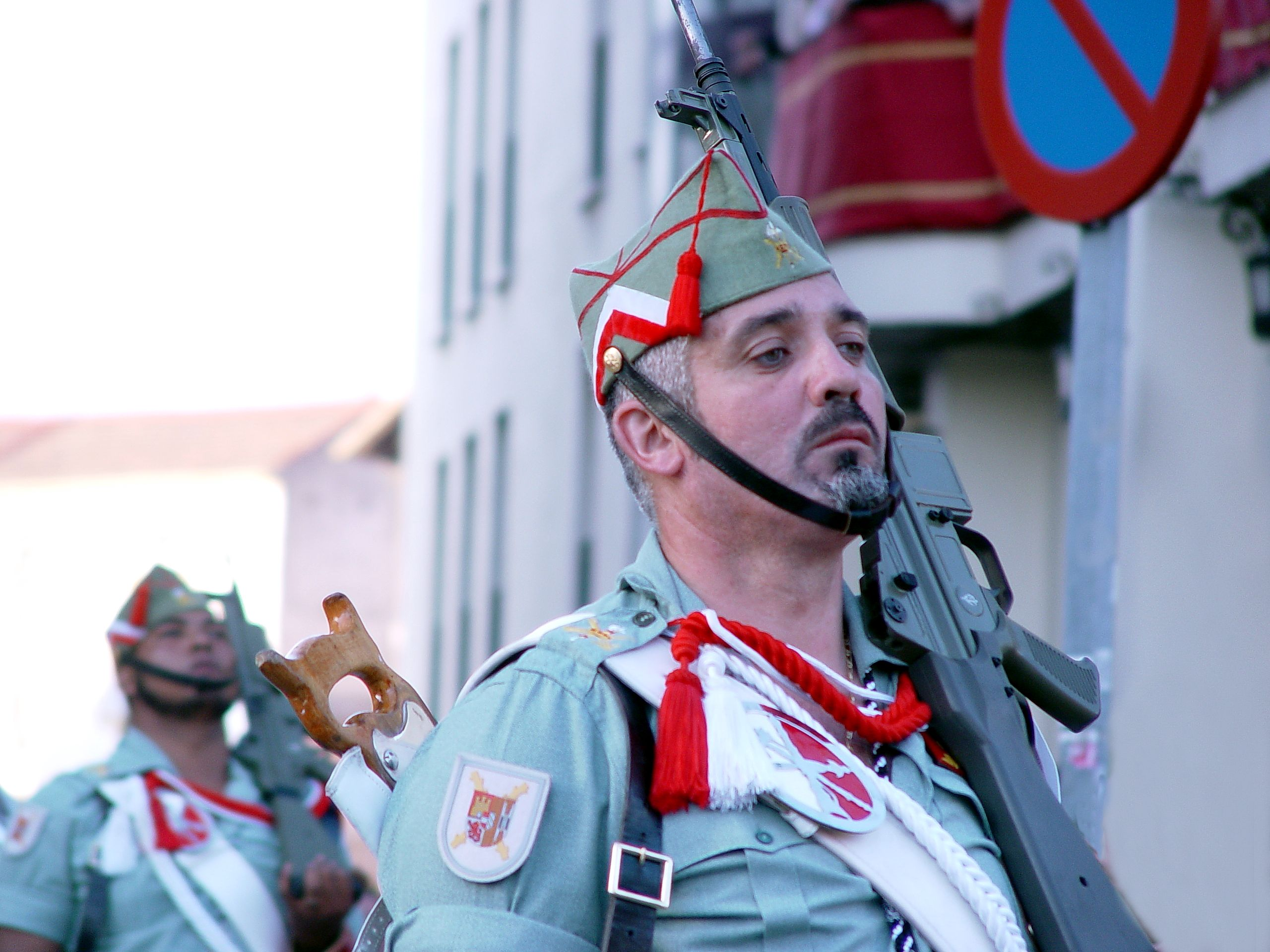
Legionário espanhol com CETME L